# The Movielife
The Movielife — мелодик-хардкор/поп-панк-группа из Лонг-Айленда, Нью-Йорк, США.

## История
В оригинальный состав группы входят вокалист Винни Каруана, басист Фил Наветта, гитарист Брендон Рейлли, барабанщик Ивен Бейкен и гитарист Алекс Амируддин (среди основателей группы значится также будущий гитарист Taking Back Sunday Эд Рейес, однако он покинул группу до выпуска более-менее значимых релизов)
Группа была основана в 1997 году и вскоре выпустила свой первый LP «It’s Go Time». После этого последовал длительный тур, способствовавший росту популярности группы. Следующий альбом «This Time Next Year» был издан в конце 2000 года, однако во время тура в поддержку альбома микроавтобус с группой попал в аварию, и участники группы получили небольшие травмы.
В 2001 году группа подписывает контракт с компанией Drive-Thru Records и выпускает EP «Movielife Has a Gambling Problem», поп-панковое звучание которого соответствовало принципам нового лейбла. После ухода Амируддина на его место был взят младший брат Наветты Ден. Через два года был выпущен альбом «Forty Hour Train Back to Penn», и группа вновь отправилась в тур. Однако в сентябре 2003 года в группе возник конфликт, и на сайте коллектива было объявлено о распаде группы.

## Дискография
- Red Demo (1997),
- White Demo (1998),
- It’s Go Time (1999),
- This Time Next Year (2000),
- The Movielife/Ex Number Five (Split EP) (2001),
- The Movielife Has a Gambling Problem (2001),
- Forty Hour Train Back to Penn (2003) — 164 место в чарте Billboard 200